# Lądowisko Borne Sulinowo
Lądowisko Borne Sulinowo – lądowisko wielofunkcyjne w Bornem Sulinowie, położone w województwie zachodniopomorskim, ok. 22 km na południowy zachód od Szczecinka. Lądowisko należy do Stowarzyszenia Na Rzecz Rozwoju Lotnictwa Turystyczno-Sportowego.
Lądowisko powstało w 2013, figuruje w ewidencji lądowisk Urzędu Lotnictwa Cywilnego. 
Dysponuje trawiastą drogą startową o długości 600 m.